# Harpagoxenus sublaevis
Harpagoxenus sublaevis là một loài kiến thuộc họ Formicidae. Loài này có ở Áo, Pháp, Đức, Ý, và Thụy Sĩ.